# Christopher Keks
Christopher Keks (* 12. Mai 1973 in Weiden in der Oberpfalz) ist ein deutscher Schauspieler.
Christopher Keks arbeitete vor der Schauspielerei als Model und war u. a. Finalist beim Schönheitswettbewerb Gesicht 1996. Er fing seine Schauspielausbildung 2000 in Hamburg bei Mike Webb an. Anschließend setzte er sie bei Ursula Michaelis, Manfred Schwabe und Tilmann Schillinger in Köln fort. Seine wohl bekanntesten Rollen verkörperte er bei Unter uns als Florian Van Gören und bei St. Angela als Antonius ‚Anton Stein‘ Gustav Friedrich von Hohenstein.